# Силовий розгін Євромайдану в Києві
Силовий розгін мирного протесту на Майдані Незалежності у Києві — незаконна акція силових відомств України, проведена силами спецпідрозділів «Беркуту» вночі 30 листопада 2013 року з метою очищення площі від учасників стихійного протесту, відомого як Євромайдан.
Протести розпочалися 21 листопада 2013 року як реакція на рішення Кабінету Міністрів України про призупинення процесу підготовки до підписання Угоди про асоціацію між Україною та Євросоюзом. Протестувальники безперервно перебували на Майдані, причому їхня кількість змінювалася. Станом на ніч 30 листопада, коли відбулася акція силовиків, на площі залишалося близько 400 протестувальників, переважно студентів. Внаслідок дій «Беркуту» постраждали щонайменше 79 осіб. Акція набула широкого розголосу й осуду з боку великої частини суспільства (зокрема, правозахисників).
Події 30 листопада стали переломним моментом в українських протестах кінця 2013 року, змістивши акцент протестів із проєвропейського на антиурядовий, а також додавши їм масовості.

## Перебіг подій
Близько 4 години ранку, коли на Майдані Незалежності залишалося до 400 протестувальників, площу оточили близько 2000 озброєних спецзасобами бійців «Беркуту» із трьох регіонів України — Автономної Республіки Крим, Луганської та Чернігівської областей (за іншими даними, з Донецької, а не Чернігівської).
Під час розгону мітингувальників бійці «Беркуту» застосовували вибухові пакети, били людей кийками, скидали людей на землю з постаменту монументу Незалежності та чавили ногами. При цьому мітингувальників били навіть за кілька сотень метрів від Майдану. Внаслідок розгону було травмовано десятки протестувальників (за офіційними даними Генеральної прокуратури — 79 осіб). Частина людей, що втекла від «Беркуту», заховалась у Михайлівському монастирі на Михайлівській площі. Крім того, за словами очевидця, журналіста Андрія Шевченка, перед атакою «Беркуту» на Майдані зник мобільний зв'язок.
До 4:27 бійці «Беркуту» повністю оточили площу, витіснивши учасників протесту та пропустивши комунальників для встановлення новорічної ялинки. Близько 5-ї ранку «Беркут» зачищав Хрещатик, б'ючи кийками та нецензурно лаючи присутніх там громадян.

## Офіційна позиція влади
Наступного дня відповідальність за наказ «Беркуту» взяв на себе начальник ГУМВС України в Києві Валерій Коряк. Крім того, пресслужба МВС України розповсюдила змонтований та урізаний відеозапис, де видно, що мітингувальники чинять спротив, хоча повна версія відеоматеріалу свідчить про протилежне — наступ силовиків на мирних мітингувальників почався раніше біля колони Незалежності, а не біля пам'ятника засновникам Києва, де розміщувались активісти «Правого сектору» (представники різних націоналістичних організацій), і які дійсно почали чинити спротив силовикам.
За повідомленням начальника пресслужби управління МВС у Києві, силовий розгін мітингувальників із Майдану Незалежності в ніч проти 30 листопада було проведено, аби забезпечити безперешкодний проїзд техніки для подальших робіт з підготовки до Новорічних свят.
|  | Представники департаменту благоустрою КМДА звернулися до силовиків із проханням забезпечити безперешкодний проїзд техніки для подальших робіт на Майдані Незалежності |

Дії силовиків засудили як Прем'єр-міністр Микола Азаров, так і Президент Віктор Янукович. Останній пізно ввечері 30 листопада зняв із себе відповідальність за нічні дії «Беркуту». Водночас жодної реальної реакції з боку влади не було: нікого не було покарано, розслідування не було почато.
Центр інформаційної координації розіслав чиновникам та депутатам Партії регіонів вказівки про те, як потрібно коментувати силовий розгін міліцією мітингу на Майдані Незалежності.
4 грудня 2013 року Прем'єр-міністр України Микола Азаров у ході зустрічі з Генеральним секретарем Ради Європи Турб'єрном Ягландом заявив: на Євромайдані 30 листопада було розігнано не студентів, а провокаторів. Це свідчення Азарова ґрунтувалося на неправдивому змонтованому й урізаному відеозаписі, який розповсюдила пресслужба МВС України.

## Реакція на силовий розгін Євромайдану

Скульптура присвячена розгону Євромайдану 30 листопада 2013 р. Установлено 12 грудня 2013 р. в селі Іваньки (Черкаська обл.). Автор: Олександр Бартосік.

Згідно з дослідженням, яке на початку грудня 2013 провели Асоціація політичних психологів України та Інститут соціальної та політичної психології НАН, 77 % населення України засуджує силовий розгін Євромайдану. Результати цього опитування також підтверджуються пізнішим дослідженням, згідно з яким 70 % учасників протестів вийшли на Майдан через побоїще в ніч на 30 листопада. Для порівняння: мотивація змінити життя в Україні характерна 50 % протестувальників, змінити владу бажають 39 %, а відгукнулись на заклик опозиції лише 5 % громадян.

### Реакції представницьких органів влади
Після подій у ніч на 30 листопада в багатьох обласних радах були оголошені позачергові сесії. Опозиційні сили на цих сесіях висували вимоги засудити дії міліції проти мирних демонстрантів, оголосити недовіру уряду Азарова та Януковичу як відповідальним за здійснення цієї каральної акції. На противагу їм, провладні партії збиралися з метою висловити лояльність чинним керманичам держави, хоча навіть повністю підконтрольні «регіоналам» ради відреагували на побиття по-різному: від засудження дій «Беркуту» до замовчування питання та, навіть, схвалення силових акцій.
В Івано-Франківську вже в неділю, 1 грудня, відбулася спільна сесія рад усіх рівнів області, на якій засудили силовий розгін Євромайдану.
Через незгоду провладних та опозиційних фракцій не відбулося засідання облради на Буковині, в Рівному не було прийняте жодне рішення. У Запорізькій та Хмельницькій області позачергові засідання не були призначені. Прийняте Хмельницькою облрадою на черговій сесії 5 грудня рішення не врахувало жодної поправки опозиціонерів, які до голосування залишили засідання на знак протесту.
Облради Волині, Дніпропетровщини, Кіровоградщини, Миколаївщини, Одещини, Харківщини, Херсонщини та Черкащини у своїх заявах не висловилися щодо насильства «Беркута» проти мирного зібрання, застосовуючи обтічні заклики про недопущення провокацій та збереження стабільності. Натомість, Рада Автономної Республіки Крим закликала зупинити розгул анархії та беззаконня в столиці, рішуче застосовуючи всі доступні засоби.

Депутати Донецької облради прийняли Звернення до президента, з фразою «Ми обурені невиправдано жорстокими діями силових структур на Майдані Незалежності в ніч з 29 на 30 листопада», хоча журналісти відзначають дещо інші настрої під час обговорення. Зокрема, згадують аплодисменти, зірвані депутаткою від КПУ після слів:
Ось така фраза: «Ми обурені невиправдано жорстокими діями силових структур». А ми не обурені! Ми знаємо, що це не невиправдано жорстокі дії, і я не вважаю, що тут усі обурені.
Луганська облрада засудила насилля, що сталося в ніч на 30 листопада, але при цьому прямо не згадала дії працівників МВС. Відповідальність за подію депутати скоріше поклали на опозицію.
Вінницька, Житомирська, Закарпатська, Київська, Львівська, Полтавська, Сумська, Тернопільська, Хмельницька, Чернігівська обласні ради, а також міські ради Донецька, Львова, Хмельницького засудили дії міліції проти учасників Євромайдану.
Львівщина та Івано-Франківщина висловили недовіру Януковичу та його урядовцям, сформованим центральною владою облдержадміністраціям, разом із Тернопільщиною оголосили про участь у загальнонаціональному страйку.

### Реакції громадських організацій
Українська Гельсінська спілка з прав людини оприлюднила рекомендації щодо того, що потрібно зробити в першу чергу, аби винні за розгін понесли за це відповідальність: «Українська Гельсінська спілка з прав людини готова допомогти постраждалим, для цього просимо залишити ім'я та мейл людини в приватному повідомленні у нас на фейсбук сторінці Ugspl».
Пізніше УГСПЛ оголосила про припинення співпраці з чинною владою, відкликання своїх представників у Конституційній Асамблеї, громадських радах та інших дорадчих органах. При цьому заявивши:
Брутальні порушення прав і свобод людини в різних регіонах України… унеможливлюють конструктивний діалог з існуючим урядом України.
30 листопада свою реакцію на нічне побиття громадян міліціянтами оприлюднила ініціативна група українських митців. На 9 грудня їхня заява зібрала близько 300 автографів українських письменників, діячів культури, митців, журналістів, членів творчих спілок. Національна спілка письменників підтвердила позицію колег по цеху офіційними заявами 10 та 13 грудня.
З засудженням насильства над мирним зібранням вже 30 листопада виступив ректорат Українського католицького університету.
Громадська рада при Міністерстві внутрішніх справ у своєму зверненні 1 грудня засудила силову акцію 30 листопада.
2 грудня 2013 року Федерація профспілок України виступила із засудженням дій міліції проти мирного протесту на Майдані Незалежності. Порушення фундаментального права на мирні зібрання профспілковці розцінили як порушення Конституції України та принципів демократії. У цій же заяві було оголошено про надання приміщень Будинку профспілок для обігріву учасників Євромайдану. Через два дні після цього влада «виселила» ФПУ з цієї будівлі, що розцінюють як прояв репресій і загрозу цілому профспілковому руху.
Керівництво найбільшої професійної спільноти в галузі соціальної роботи та доброчинності Українського форуму благодійників 3 грудня 2013 оприлюднило заяву, в якій не лише засудило силові дії проти мирних протестувальників, а й заявило
…про вихід з Координаційної ради при Адміністрації Президента України, Громадської ради при Міністерстві соціальної політики України та Громадської Ради при Уповноваженому Президента з прав дитини…
Також УФБ припиняє будь-яку співпрацю з органами державної влади до об'єктивного розслідування подій 30 грудня та зміни уряду.
Громадська рада при Севастопольській міськадміністрації 6 грудня відмовилася затверджувати заяву з підтримкою дій влади, натомість журналісти відмітили незадоволення більшості представників громадськості здійсненим на Майдані насильством.
10 грудня 2013 року зі зверненням виступила Соціологічна асоціація України, зокрема, в ньому науковці вимагають:
вжити негайних заходів щодо покарання тих, хто віддав наказ і здійснював надмірне застосування сили при розгоні учасників Євромайдану. Це основна причина, яка призвела до масового виходу людей на вулиці, і без вирішення цього питання неможливо врегулювати ситуацію.
Спілка офіцерів України на позачерговому з'їзді 19 грудня 2013 прийняла Заяву, згідно з якою делегати:
 — висловлюють недовіру Президенту України як Верховному Головнокомандувачу ЗСУ, який завдяки своїм діям та бездіяльності втратив свою легітимність; — підтримують пропозицію опозиційних сил України про відставку Уряду України і
висувають цілий ряд політичних вимог.

Експерти в галузі ЗМІ, що входять до Громадської ради при Державному комітеті телерадіомовлення України 20 грудня 2013 оприлюднили Заяву, в якій висловили занепокоєння безкарністю винних у силовому розгоні 30 листопада і подальшою ескалацією насильства з боку влади (бійка 1 грудня, нова атака «Беркуту» в ніч на 11 грудня):
Відтак (отже — прим.), українське суспільство є свідком застосування владою грубої сили по відношенню до мирних громадян, що є неприпустимим та навпаки ще більше посилює наявну політичну кризу в Україні.
Також у цій Заяві члени Громадської ради згадали про факти переслідувань журналістів, утисків та цензури в інформаційному просторі, закликаючи забезпечити громадянам право на інформацію.
Наприкінці грудня 2013 група одеських журналістів підписала петицію Про ситуацію в Україні. Адресована вона в Раду Європи, неурядову міжнародну організацію Репортери без кордонів та комітет по свободі слова ВРУ, оскільки заклики до української влади вже не мають ніякого сенсу. Досі не знайдені і не покарані ті, хто дав наказ калічити захисників Євромайдану 30 листопада (більше 80 підписів на початок 2014 року).

### Реакція духовенства

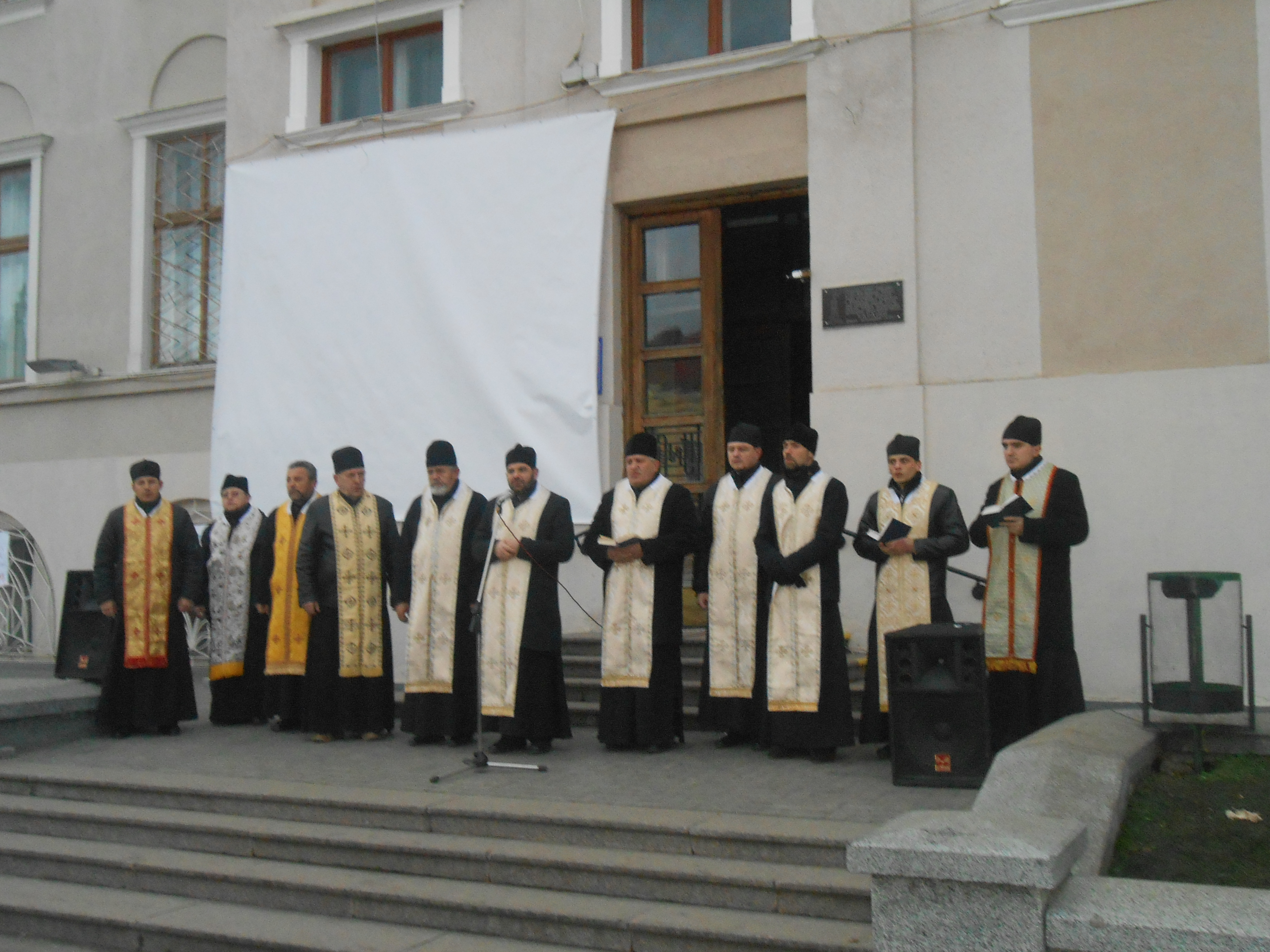
Молебень за Україну 30 листопада 2013 року священиків УГКЦ в Дрогобичі перед Дрогобицькою ратушею на міському віче, яке засудило силовий розгін Євромайдану в Києві

Активісти Євромайдану після силового розгону забарикадувалися на території Михайлівського собору — зранку повідомляли про 200 активістів, згодом йшлося про 1000, серед яких співачка Руслана. Навпроти стояли автобуси «беркутівців».
За повідомленням настоятеля Храму св. вмч. Димитрія Солунського (с. Бузова) Богдана Тимошенка, міліція арештувала й одягнула наручники всім, хто виходив за межі монастиря.

Ближче до вечора озвучена заява Патріарха Київського (УПЦ КП) Філарета:
Майбутнє нам невідоме. Але хочемо, щоби всі знали: Київський Патріархат — з українським народом. Незалежно від того, які на нас чекають випробування.
Офіційна позиція представників Московського Патріархату в Україні наразі не озвучувалась. Однак, як повідомляють журналісти, присутній на «круглому столі президента» Владика Павло (митрополит Вишгородський і Чорнобильський УПЦ (МП)) похвалив силовиків і звинуватив студентів-учасників Євромайдану в продажності.

Колишній глава УГКЦ Любомир Гузар підтримав молодь, що вийшла на Євромайдани, але застеріг від насильства та зазначив:
У влади було багато часу, щоб підготуватись до асоціації, але вона старається оправдувати своє поступування аргументами про які не було мови впродовж минулого року. Нехай правозахисні органи пам’ятають, що вони також є громадянами України і що їхнє завдання — захищати громадян та їхні права. Нехай вони пам’ятають, що вони є правозахисними, а не владозахисними органами.
Засудив насильство по відношенню до мирних громадян України і Глава Української греко-католицької церкви Блаженніший Святослав (Шевчук):
Від імені нашої Церкви хочу висловити свій смуток з приводу подій, які цієї ночі відбулися на Майдані Незалежності у Києві. Ми засуджуємо ті прояви насильства, які застосували працівники правоохоронних органів до мирних громадян. Ми просимо не допустити ще більшої ескалації насильства, яке може привести до ще більших трагічних наслідків. Ми не повинні відповідати насиллям на насилля і злом на зло.
Із занепокоєнням та засудженням відреагувала на силовий розгін Євромайдану Конференція римо-католицьких єпископів України:
Ми засуджуємо застосування невиправданого та брутального насилля з боку правоохоронних органів проти мирних демонстрантів. Вважаємо, що ненависть та насилля не є шляхом до успішного вирішення конфліктів. Взиваємо представників влади невідкладно вчинити кроки, які відкриють дорогу до суспільного порозуміння та діалогу. В ці трудні часи, які переживає наша Батьківщина, ми заносимо наші прохання до Бога за нашу країну та її народ і заохочуємо всіх людей доброї волі молитися за Україну.

### Реакція політичної опозиції
Лідер партії «Удар» Віталій Кличко звернувся до керівників держав і урядів країн-членів ЄС, США та інших демократичних країн із закликом невідкладно дати оцінку подіям в Україні і розглянули можливість застосування персональних санкцій до очільників української влади. Лідер фракції «Батьківщина» Арсеній Яценюк заявив на прес-конференції в Києві, що опозиція збирається створити штаб національного опору і розпочне підготовку до всеукраїнського страйку. Разом із тим лідер партії «Свобода» Олег Тягнибок зазначив, що опозиція не буде оголошувати детальний план, оскільки українська влада буде намагатися його поламати.

Екс-міністр внутрішніх справ Юрій Луценко закликав «усіх українців, кому не байдужа доля України», прийти у неділю 1 грудня на мітинг до парку Тараса Шевченка. Він заявив:
Ми прокинулися у Білорусі. На Майдані Незалежності будується йолка на крові.
Згодом Арсеній Яценюк повідомив, що Верховна Рада не працюватиме, поки не буде проголосовано за відставку уряду Миколи Азарова. Він припустив, що бл. 200 тисяч громадян України візьмуть участь 1 грудня в демонстрації, яка пройде мирною ходою до Майдану Незалежності.

### Реакція представників Партії Регіонів
Депутат від Партії регіонів у Верховній Раді України, Інна Богословська заявила про вихід з партії та фракції цієї партії у парламенті на знак протесту проти силового розгону Євромайдану. Зокрема, вона заявила:
Ні в кого не повинно бути сумнівів, що в Україні почав реалізовуватися план по розділу суверенної і єдиної держави Україна на кілька частин. Чи розуміє це Янукович, стурбований своєю владою, — невідомо, але такий план почав реалізовуватися під вивіскою Януковича руками опричників Путіна в Україні.
Те саме зробив інший депутат від ПР Давид Жванія.
Інша депутатка парламенту від Партії Регіонів Ірина Бережна закликала на своїй сторінці в мережі Facebook притягнути до кримінальної відповідальності осіб, що організували силовий розгін Євромайдану, «ввести надзвичайний стан» в Україні і «призначити нові вибори». Проте вона не зазначила, чи це мають бути вибори нового парламенту, чи нового президента України.
Після силового розгону Євромайдану голова Адміністрації Президента Сергій Льовочкін подав у відставку, яку Віктор Янукович втім не прийняв.

### Реакція за межами України та міжнародних організацій
- Посол США в Україні Джеффрі Пайєтт засудив розгін мирного Євромайдану на Майдані Незалежності[85]. Голова Міністерства закордонних справ Литви, Лінас Лінкявічус, та голова МЗС Швеції, Карл Більдт, також рішуче засудили застосування грубої сили підрозділами «Беркуту» на Майдані Незалежності 30 листопада[86]. Голова Міністерства закордонних справ Польщі Радослав Сікорський на своїй сторінці у Твітері, що «Умиротворення мирних демонстрацій не європейська інтеграція України»[87].
- Прем'єр-міністр Польщі Ярослав Качинський закликав всі країни Євросоюзу негайно відреагувати на насилля в Україні і відрядити туди своїх посланців[88]. Представник ЄС з питань зовнішньої політики і політики безпеки Кетрін Ештон і Єврокомісар з питань розширення та Європейської політики сусідства Штефан Фюле оприлюднили спільну заяву про те, що «Європейський Союз рішуче засуджує надмірне застосування сили вчора ввечері з боку міліції для розгону мирних демонстрантів» і закликали президента та владу в Україні притягнути до відповідальності осіб, що організували міліцію на силовий варіант[89].
- Міністр закордонних справ Швеції Карл Більдт зазначив, що на його думку саме Віктор Янукович міг наказати розігнати Євромайдан у Києві[90].
- Генеральний консул України в Стамбулі Богдан Яременко заявив на своїй сторінці у Facebook, що[91]

|  | Доступні 30 листопада 2013 р. описи, фото і відео нічних подій свідчать, що мирну демонстрацію не розганяли, а ліквідували, знищували, попередньо оточивши і позбавивши мирних цивільних можливості врятуватися. Так діють карателі і окупанти. Так діяли фашисти. |

- Директор Amnesty International в Україні Тетяна Мазур рішуче засудила насильницький розгін мирних демонстрантів у Києві на Майдані Незалежності і заявила[92]

|  | Зрозуміло, що хтось вирішив покінчити з цими демонстраціями раз і назавжди. Не може бути жодного виправдання цього розгону та насильства, яке було застосоване. |

- Перший секретар посольства України в Канаді Наталія Голуб склала свої повноваження. Про це вона заявила на сторінці Посольства у Facebook[93].

|  | З сьогоднішнього дня я не вважаю себе державним службовцем України. Я дякую всім своїм колегам дипломатам, з якими мала честь працювати з квітня 1997 року і бажаю їм мужності і високої внутрішньої мотивації і надалі достойно захищати інтереси нашої Батьківщини. З сьогоднішнього дня я свідомо повертаюся до статусу простої громадянки України, чому безмежно рада. Наталія Голуб |

## Репресії
Влада почала репресії проти свідків подій на Майдані Незалежності 30 листопада. Так, один із ключових свідків Віталій Кузьменко (студент Київського університету ім. Грінченка, що також постраждав від дій «Беркуту» 30 листопада) під час перебування в лікарні швидкої допомоги отримав звинувачення в крадіжці мобільного телефона, який він начебто викрав у хворого з іншої палати. Під час обшуку хворого міліція не спитала дозволу на обшук у лікаря і не дочекалась присутності адвоката.

## Розслідування

### Офіційне розслідування

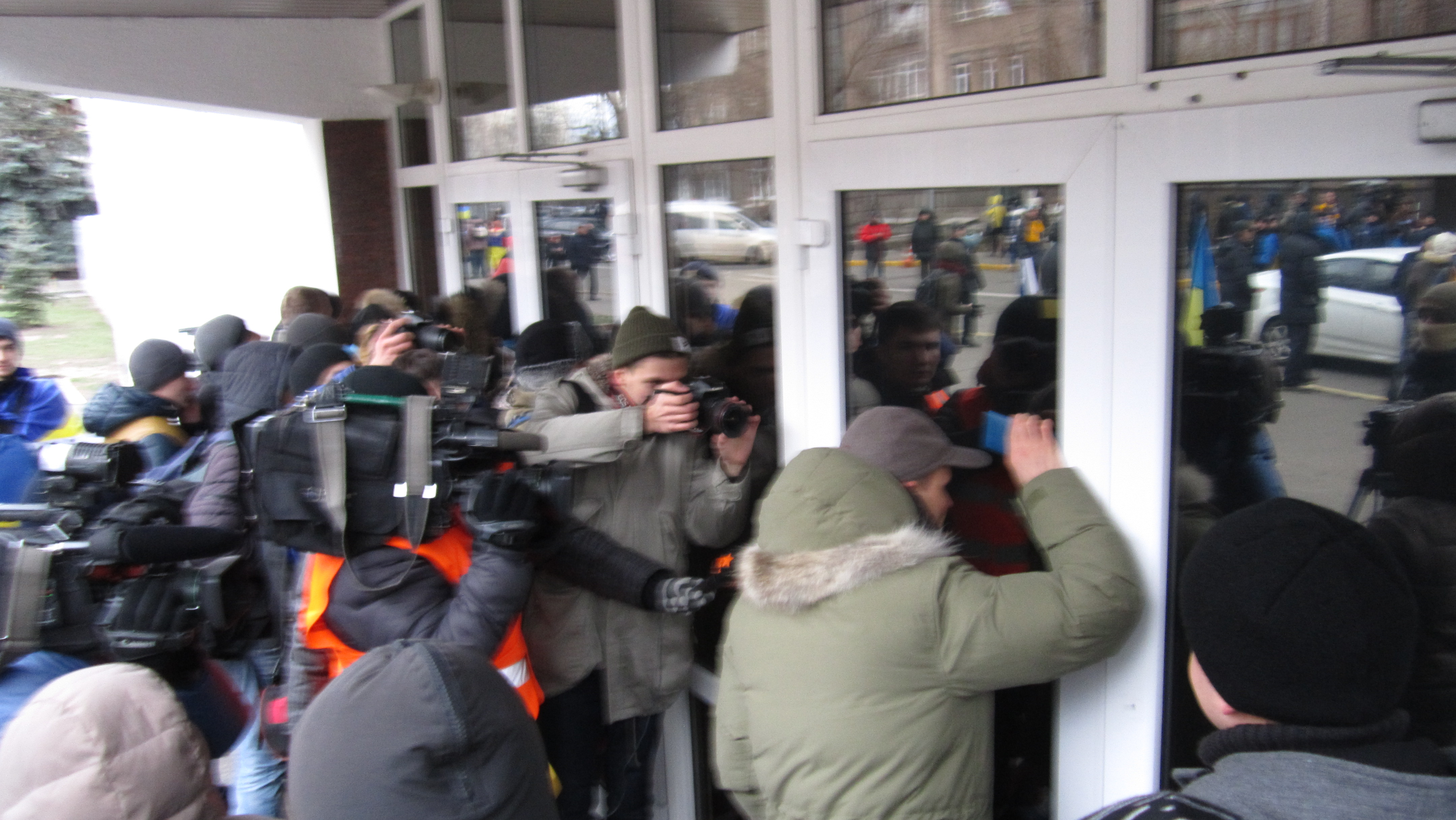
Народний депутат України Юрій Дерев'янко намагається потрапити до МВС з метою передачі депутатського звернення щодо зниклих безвісти людей під час розгону Євромайдану 30 листопада. 5 грудня 2013 року.

Внаслідок тиску наростаючого протесту 14 грудня 2013 р. Генпрокурор України Віктор Пшонка зробив офіційну заяву на прес-конференції, що заступника секретаря РНБО Володимира Сівковича, начальника київської міліції Валерія Коряка і голову Київської міської держадміністрації Олександра Попова покарають за розгін Євромайдану 30 листопада 2013 р. Він зазначив:
|  | Володимиру Сівковичу, Олександру Попову вже вручена підозра в перевищенні влади й службових повноважень ... Сьогодні і Валерій Коряк, і його заступник Петро Федчук також сповіщені про підозру в перевищенні влади й службових повноважень. Усім цим чотирьом особам буде обрано запобіжний захід. |

За версією Прокуратури, Коряк, Сівкович і Попов давали команду бити студентів.
Згодом на допиті в Прокуратурі 13 грудня Олександр Попов повідомив, що розгін протесту на Майдані стався після того, як секретар РНБО Андрій Клюєв зажадав встановити там ялинку вже 29 листопада 2013 р. За словами Попова, саме Андрій Клюєв повідомив йому, що подальші вказівки Попов отримає від заступника секретаря РНБО Володимира Сівковича. Наприкінці робочого дня Володимир Сівкович прибув до кабінету Олександра Попова для того, щоби мати змогу оперативно реагувати на ситуацію і пробув там майже до 4 годин ранку. Окрім нього у кабінеті голови КМДА перебувало ще 6 депутатів з фракції Партії регіонів, серед яких були Ельбрус Тедеєв, Нестор Шуфрич та Олександр Єгоров. Пізно ввечері 29 листопада до Попова знову передзвонив Клюєв, щоб переконатися, що всі накази для встановлення ялинки Попов віддав. Біля 4-ї години ранку Сівкович віддав команду готувати техніку до завезення й після цього Попов та Сівкович, кожен окремо, поїхали до начальника київської міліції Коряка. Коряк дав свідчення в ГПУ, що йому зателефонував міністр внутрішніх справ Віталій Захарченко і наказав виконувати всі команди Володимира Сівковича. Слід зазначити, що під час допиту в ГПУ Сівкович жодного разу прізвища Клюєва не назвав.

### Альтернативні версії
За словами народного депутата від фракції «Батьківщина» у Верховній Раді Геннадія Москаля, за побиття учасників Євромайдану відповідають персонально голова МВС Віталій Захарченко та начальник управління громадської безпеки УМВС у Києві Олег Мариненко. Він повідомив:
|  | ще до початку розгону шифрограмою під грифом «таємно» було надано наказ всім областям окрім Закарпатської та Івано-Франківської направити "Беркут" у розпорядження МВС. Не КМДА, не РНБО, а саме МВС. ... Перед розгоном начальник управління громадської безпеки Мариненко проводить інструктаж по вказівці МВС і ставить завдання підрозділам "Беркуту" Криму, Полтавської, Чернігівської, Сумської, Луганської областей та міста Києва розігнати мітинг Євромайдану. |

Геннадій Москаль також заявив, розгін Євромайдану у ніч на 30 листопада 2013 р. було детально сплановано, «беркутівцям» видали не гумові кийки, а пластикові, які значно більш небезпечні та заборонені усіма конвенціями у світі.